# Pomacentrus littoralis
Pomacentrus littoralis, tên thông thường là cá thia khói, là một loài cá biển thuộc chi Pomacentrus trong họ Cá thia. Loài này được mô tả lần đầu tiên vào năm 1830.

## Từ nguyên
Tính từ định danh littoralis trong tiếng Latinh có nghĩa là "gần bờ biển", hàm ý có lẽ đề cập đến môi trường sống của loài cá này, là những vùng biển gần bờ.

## Phạm vi phân bố và môi trường sống
P. littoralis được ghi nhận tại Nha Trang và quần đảo Trường Sa (Việt Nam), các đảo quốc là Singapore, Indonesia, Philippines, cũng như ngoài khơi Lãnh thổ Bắc Úc. P. littoralis sống tập trung gần các rạn san hô hoặc mỏm đá, trên nền đáy nhiều đá vụn ở độ sâu đến 5 m.

## Mô tả
Chiều dài lớn nhất được ghi nhận ở P. littoralis là 11 cm.
Số gai ở vây lưng: 13; Số tia vây ở vây lưng: 13–14; Số gai ở vây hậu môn: 2; Số tia vây ở vây hậu môn: 13–14; Số gai ở vây bụng: 1; Số tia vây ở vây bụng: 5.

## Sinh thái học
Thức ăn của P. littoralis bao gồm tảo và các loài động vật phù du. Cá đực có tập tính bảo vệ và chăm sóc trứng.